# نزع حق الاقتراع
نزع حق الاقتراع (يُسمى أيضاً تجميد حق الاقتراع) هو إبطال حق الاقتراع (حق التصويت) لشخص أو مجموعة من الأشخاص، أو منع شخص من ممارسة حق التصويت من خلال ممارسات معينة. يوصف نزع حق الاقتراع بأنه الإبطال لسلطة ولسيطرة فرد معين أو مجتمع أو إبطال للمزايا الطبيعية التي يتمتعون بها، أي الحرمان من حق الانتخاب أو الحق الشرعي أو بعض الامتيازات أو الحصانة الطبيعية. ربما يُنفذ نزع حق الاقتراع بشكل صريح بموجب القانون أو ضمنياً من خلال متطلبات مطبقة بأسلوب تمييزي أو تخويف أو عن طريق وضع متطلبات غير معقولة على الناخبين للتسجيل أو التصويت.

## حسب مكان الإقامة والعرق

### الولايات المتحدة الأمريكية
في الولايات المتحدة، حكومات الولايات لديها الحق في وضع متطلبات للناخبين وتسجيل الناخبين وإدارة الانتخابات. منذ تأسيس الدولة، وسعت الهيئات التشريعية بشكل تدريجي نطاق الانتخاب (في بعض الأحيان اتباع التعديلات الدستورية الفيدرالية)، من رجال بيض ملاكين محددين إلى حق الاقتراع شبه العالمي للبالغين من العمر 18 عاماً فما فوق، مع استبعاد ملحوظ للأشخاص المدانين في بعض الجرائم. وسِع نطاق حق الاقتراع على أساس خفض متطلبات الملكية، ومنح حق الاقتراع للمعتَقين واستعادة حق الاقتراع في بعض الولايات للأشخاص المحررين الملونين بعد الحرب الأهلية الأمريكية، وللنساء (باستثناء النساء الأمريكيات الأصليات) عام 1920، وجميع الأمريكيين الأصليين عام 1924، والأشخاص فوق سن 18 عاماً في السبعينيات. 

#### واشنطن العاصمة
عندما أُنشئت مقاطعة كولومبيا كعاصمة وطنية، مع أراضٍ ساهمت بها ولاية ماريلاند وفرجينيا، لم يُسمح لسكانها بالتصويت لصالح ممثلين محليين أو اتحاديين، في محاولة لمنع المقاطعة من تعريض الحكومة الوطنية للخطر. كان للكونغرس لجنة معينة من بين الممثلين المنتخبين في المجلس التشريعي، والتي كانت تدير المدينة والمقاطعة بدلاً من الحكومة المحلية أو حكومة الولاية. لم يصوت السكان للممثلين الفدراليين الذين عُينوا للإشراف عليهم. 
في عام 1804، ألغى الكونغرس الأمريكي إجراء انتخابات رئاسية أمريكية في واشنطن العاصمة أو لم يسمح للسكان بالتصويت فيها. أُقِر التعديل 23 من قبل الكونغرس وصُدِق عليه عام 1964 لاستعادة قدرة سكان المقاطعة على التصويت في الانتخابات الرئاسية. 
في عام 1846 أعيد جزء واشنطن العاصمة الذي ساهمت فيه فيرجينيا إلى فيرجينيا للحماية من العبودية. يصوت الأشخاص المقيمون هناك (فيما يعرف الآن بالإسكندرية)، في الانتخابات المحلية في فرجينيا والولايات المتحدة.
يستخدم الكونغرس الجزء نفسه من دستور الولايات المتحدة حصرياً لإدارة القانون على المستوى المحلي وعلى مستوى الولايات لمواطني واشنطن العاصمة والقواعد العسكرية الأمريكية في الولايات المتحدة. حتى عام 1986، نُظِر إلى الأفراد العسكريين الذين يعيشون في القواعد العسكرية أن لديهم حالة خاصة كممثلين وطنيين وممنوعين من التصويت في الانتخابات التي توجد فيها قواعدهم. في عام 1986، أصدر الكونغرس قانوناً لتمكين العسكريين الأمريكيين الذين يعيشون في قواعد في الولايات المتحدة للتصويت في انتخابات الولاية والانتخابات المحلية.
أعيد تأسيس منصب المندوب الذي لا يحق له التصويت في الكونغرس من المقاطعة عام 1971. لا يمكن للمندوب التصويت على مشاريع القوانين قبل المجلس التشريعي، ولا انتخاب أعضاء الاجتماع، ولكن ربما يصوت لبعض مسائل اللجان والإجراءات. في عام 1973، أعاد قانون الحكم المحلي لمقاطعة كولومبيا الحكومة المحلية بعد فجوة استمرت مئة عام، مع انتخابات محلية منتظمة لمنصب العمدة ومناصب أخرى. وهم لا ينتخبون سيناتوراً أمريكياً. يصف الأشخاص الذين يسعون للحصول على تمثيل أساسي لسكان مقاطعة كولومبيا البالغ عددهم 600,000 وضعهم على أنهم محرومون من حق التصويت فيما يتعلق بالحكومة الفيدرالية. وهم يصوتون بالفعل في الانتخابات الرئاسية.
حتى عام 2009، لم يقم حلف شمال الأطلسي (حلفاء الجيش الأمريكي) أو دول منظمة التعاون الاقتصادي والتنمية (الحلفاء الصناعيون للولايات المتحدة) بنزع حق الاقتراع للمواطنين من عواصمهم الوطنية المعنية في انتخابات الهيئة التشريعية الوطنية. لا تمنع أي ولاية أمريكية سكان العواصم من التصويت في انتخابات الولاية، وتندرج مدنهم في مناطق تمثيلية منتظمة وتابعة للكونغرس.

#### بورتوريكو
ينطبق القانون الفيدرالي الأمريكي على بورتوريكو، بالرغم من أن بورتوريكو ليست ولاية. وفقاً لقانون العلاقات الفيدرالية لعام 1950، تعتبر جميع القوانين الفيدرالية غير القابلة للتطبيق محلياً بشكل تلقائي القوانين الوضعية في بورتوريكو (39 Stat. 954, 48 USCA 734). وفقاً لرئيس المحكمة العليا السابق في بورتوريكو، خوسيه ترياس مونج، لم يُكتشف على الإطلاق أي قانون فيدرالي غير قابل للتطبيق محلياً على بورتوريكو. جُنِد البورتوريكيين في القوات المسلحة الأمريكية، قاتلوا في كل حرب منذ أن أصبحوا مواطنين أمريكيين في عام 1917. يخضع سكان بورتوريكو لمعظم الضرائب الأمريكية.
على عكس الاعتقاد الخاطئ الشائع، يدفع سكان بورتوريكو بعض الضرائب الفيدرالية الأمريكية ويساهمون في الضمان الاجتماعي والرعاية الطبية وغيرها من البرامج من خلال ضرائب على الرواتب. لكن هؤلاء المواطنين الأميركيين ليس لديهم تمثيل في الكونغرس ولا يصوتون في الانتخابات الرئاسية الأمريكية.
يجادل خوان توريويلا وغيره من العلماء بأن العملية الانتخابية الوطنية الأمريكية ليست ديمقراطية بسبب قضايا تتعلق بنقص في حقوق التصويت في بورتوريكو والتمثيل. يرفض كل من حزب الاستقلال البورتوريكي والحزب التقدمي الجديد وضع الكومنولث. أعلن الحزب الديمقراطي الشعبي، وهو التنظيم السياسي الباقي، رسمياً أنه يفضل إصلاح «عيوب الديمقراطية» المتبقية التي اعترفت بها إدارتا كلينتون وبوش علناً من خلال تقارير فرقة العمل الرئاسية.

### الدنمارك
لا يُسمح لمواطني الدنمارك عموماً بالتصويت في الانتخابات الدنماركية إذا أقاموا خارج البلاد لأكثر من عامين.

## حسب الإعاقة
يمكن أن يؤدي عدم توفير تدابير كافية للناخبين المعوقين إلى نزع حق اقتراع انتقائي للأشخاص ذوي الإعاقة. يجب النظر في قضايا إمكانية الوصول في القانون الانتخابي وتسجيل الناخب وأحكام التصويت البريدي واختيار مراكز الاقتراع والمعدات المادية لمراكز الاقتراع هذه وتدريب موظفي مراكز الاقتراع. ربما يكون نزع حق الاقتراع جانباً متعمداً من جوانب قانون الانتخابات، أو نتيجة لعدم مراعاة احتياجات أي شخص آخر غير الناخبين السليمين، أو الفشل المستمر في الاستجابة لعيوب محددة في التدابير المتخذة. 
لاحظ أنه في حالة الناخبين المعاقين، ربما تكون المشكلة هي نزع حق الاقتراع الفعلي من شخص كان قادراً على التصويت سابقاً، بدلاً من نزع حق الاقتراع من البداية. هذا ربما ينجم عن الانتقال من غير المعوقين إلى المعوقين أو التغيرات في آثار الإعاقة أو التغيرات في إمكانية الوصول إلى العملية الانتخابية. 